# Metaphaena basiflava
Metaphaena basiflava är en insektsart som först beskrevs av Karsch 1890.  Metaphaena basiflava ingår i släktet Metaphaena och familjen lyktstritar. Inga underarter finns listade i Catalogue of Life.